# Трапециевидная кость
Трапециевидная кость (лат. os trapezoideum) — кость дистального ряда запястья.

## Топография
Трапециевидная кость располагается рядом с костью-трапецией. Её нижняя поверхность сочленяется со II пястной костью.

## Соединения
Верхняя поверхность трапециевидной кости вогнута и сочленяется с ладьевидной костью, медиальная — с головчатой костью, а латеральная — с костью-трапецией.